# 933
Năm 933 là một năm trong lịch Julius.

## Sự kiện
- Hậu Đường Mẫn Đế lên ngôi sau khi Hậu Đường Minh Tông băng hà.

## Mất
- Hoàng đế Trung Quốc Hậu Đường Minh Tông, trị vì từ năm 926-933